# Muhammad ibn ʿAbd al-Wahhāb
Muhammad ibn ʿAbd al-Wahhāb (arabisch محمد بن عبد الوهاب, DMG Muḥammad ibn ʿAbd al-Wahhāb, geboren 1702/3 in al-ʿUyaina im Nadschd; gestorben 20. Juli 1792) war ein islamischer Gelehrter hanbalitischer Lehrrichtung, der eine religiöse Lehre begründete, die streng an Koran und Sunna orientiert und auf die Verwirklichung des Tauhīd („Monotheismus“, „Ein-Gott-Glauben“) ausgerichtet ist. Diese Lehre gewinnt heute, vor allem von der Arabischen Halbinsel ausgehend, zunehmend Einfluss auf die gesamte islamische Welt. Auf seinen Namen geht der Begriff Wahhabismus zurück.
Die Lehren Ibn ʿAbd al-Wahhābs bilden die Grundlage für die totalitär-fundamentalistische Auslegung des Islams als Staatsreligion in Saudi-Arabien. Zahlreiche dschihadistische Organisationen wie der Islamische Staat führen ihre ideologischen Grundlagen ebenfalls auf Ibn ʿAbd al-Wahhāb zurück.

## Leben
Muhammad Ibn ʿAbd al-Wahhāb wurde als Sohn eines Richters in der Oase al-ʿUyaina im Nadschd geboren. Er stammte aus einer angesehenen Familie hanbalitischer Rechtsgelehrter. Seine Familie gehörte zum Stamm der Banu Khalid, deren Mitglieder in verschiedenen Oasen im Nadsch sesshaft waren. Im Alter von zehn Jahren, so die Chronisten, hatte er den Koran auswendig gelernt und war Vorbeter (Imam). Mit elf Jahren unternahm er eine erste Pilgerreise nach Mekka, der sich ein zweimonatiger Aufenthalt in Medina anschloss. Nach seiner Rückkehr studierte er Hadith, Koranexegese, Fiqh und islamische Dogmatik (uṣūl ad-dīn). Zu einer nicht bekannten Zeit begann er, in seiner Heimatregion zu predigen, wobei das Prinzip des Tauhīd, des unbedingten Ein-Gott-Glaubens im Zentrum seiner Predigt stand.
Die Radikalität der Predigten Ibn ʿAbd al-Wahhābs, der eine Abwendung von allen nicht-islamischen Praktiken forderte, wurde von den lokalen Stammesoberhäuptern als eine Bedrohung ihrer Autorität wahrgenommen, so dass diese ihn dazu drängten, die Region zu verlassen und erneut auf Wallfahrt zu gehen. Ibn ʿAbd al-Wahhāb gab ihrem Drängen nach und ließ sich nach Vollzug der Wallfahrt in Medina nieder, wo er den Unterricht zweier prominenter Hadith-Gelehrter besuchte. Einer von ihnen war ʿAbdallāh ibn Ibrāhīm ibn Sayf aus dem Nadschd, der andere der Inder Muhammad Hayyā al-Sindī. Beide waren sie Bewunderer des hanbalitischen Gelehrten Ibn Taimīya und verwendeten seine Schriften in ihrem Unterricht.
Von Medina aus begab sich Ibn ʿAbd al-Wahhāb nach Basra, wo er bei dem Gelehrten Muhammad al-Madschmūʿī Hadith und Fiqh hörte und seine Lehre vom Tauhīd verkündete, wobei er sich gegen die Anbetung von Steinen und Bäumen, die Missachtung der Regeln des Korans sowie Ausschweifungen der Bevölkerung richtete. So verdammte er auch berauschende Getränke, Tabak, Tanz, Musik und jeglichen Luxus. Durch seine Ermahnungen machte er sich bald unbeliebt und wurde aus der Stadt verbannt. Wahhabitische Quellen heben hervor, dass sein Aufenthalt in Basra ausschlaggebend für Ibn ʿAbd al-Wahhābs weitere Entwicklung war. So hätte er hier durch den Kontakt mit Schiiten seine Lehren – vor allem seinen radikalen Monotheismus (tauḥīd) und das Wettern gegen „unerlaubte Erneuerungen“ (bidʿa) – entwickelt.
Nach Zwischenaufenthalten in az-Zubair und al-Ahsa kehrte er in den Nadschd zurück, begab sich aber diesmal nach Huraimilāʾ, wo sein Vater lebte. Hier verfasste Ibn ʿAbd al-Wahhāb sein wichtigstes Werk, das „Buch des Ein-Gott-Glaubens“ (Kitāb at-Tauhīd). Dieses Buch verbreitete sich schnell durch Abschreiben innerhalb und außerhalb des Nadschd. Da sein Vater jedoch seine Lehre missbilligte, verzichtete Ibn ʿAbd al-Wahhāb bis zu dessen Tod im Jahre 1740 darauf, öffentlich zu predigen. Danach gab er diese Zurückhaltung jedoch auf. Nachdem es ihm gelungen war, einige Anhänger um sich zu scharen, unternahmen Gegner einen Mordanschlag auf ihn, der ihn zur Abreise veranlasste.
Hierauf zog er in seinen Geburtsort al-ʿUyaina zurück, der inzwischen von dem neuen Emir ʿUthman aus dem Hause Muʿammar beherrscht wurde. Dieser gab Ibn ʿAbd al-Wahhāb seine Tochter zur Frau und schloss mit ihm einen Handel ab: Er sagte ihm Unterstützung für seine religiöse Lehre zu, verlangte aber dafür seine Bestrebung zur Erweiterung seiner Herrschaft auf die gesamte arabische Halbinsel. Nach Ibn ʿAbd al-Wahhābs Zustimmung ließ der Emir symbolisch auf seinem Territorium einen heiligen Baum fällen, ein Heiligengrab zerstören und eine Ehebrecherin steinigen. Der Emir musste aber schließlich Ibn ʿAbd al-Wahhāb auf Druck der mächtigen Anführer der Banū Chālid von al-Hasa ausweisen. Diese befahlen ʿUthman eigentlich, Ibn ʿAbd al-Wahhāb zu töten, da sie sich von dessen Lehre bedroht fühlten und die weitere Ausbreitung dieser verhindern wollten. Allerdings wollte ʿUthman das Risiko, seine Untergebenen zu spalten und Unruhe zu verursachen, nicht eingehen.
Muhammad ließ sich nun in Diriyya nieder, wo er die Unterstützung des Emirs Muhammad ibn Saud erhielt. Im Jahre 1744 schlossen die beiden einen Pakt, der einen gegenseitigen Treueid (baiʿa) einschloss. Dieser Pakt, der dem zuvor geschlossenen Bündnis mit dem Muʿammar-Emir ähnelte und auf die Errichtung eines Staates abzielte, sah vor, dass sich Ibn ʿAbd al-Wahhāb als Imam um die religiösen Angelegenheiten kümmern sollte, während Ibn Saʿūd für die militärischen und politischen Angelegenheiten verantwortlich sein sollte. Ibn Saʿūd unterstützte in der Folgezeit die Verbreitung von Ibn ʿAbd al-Wahhābs Lehre unter den Beduinen Arabiens, wobei die militärische Unterwerfung des Nadschd und die Bekehrung der Stämme zur Lehre der Wahhabiten Hand in Hand gingen. Durch die Verbindung von Glauben und Macht wurde die Herrschaft der Āl Saʿūd religiös legitimiert.
Muhammad ibn ʿAbd al-Wahhāb war durch die Heirat mit einer Tochter Muhammad ibn Saʿūds auch mit dem Herrscher verschwägert. Das Verhältnis war allerdings nicht immer ganz spannungsfrei. Nach dem Tod von Muhammad ibn Saʿūd 1765 und dem Machtantritt seines Sohns Abd al-Aziz ibn Muhammad verstärkten sich die Spannungen, denn der neue Herrscher brachte den religiösen Lehren Ibn ʿAbd al-Wahhābs nur wenig Interesse entgegen. Nach seiner Eroberung Riads im Jahre 1773 zog sich Muhammad ibn ʿAbd al-Wahhāb von der Position des Imams zurück und widmete sich ganz dem Studium, der Lehre und dem Gottesdienst.
Am 20. Juli 1792 starb Muhammad ibn Abd al-Wahhāb und wurde in einem unmarkierten Grab begraben. Er hinterließ vier Söhne, die sich alle als Religionsgelehrte betätigten. Seine Nachkommen aus der Familie Al asch-Schaich besetzen bis in die Gegenwart bedeutende religiöse Ämter in Saudi-Arabien (z. B. Scheich Abd al-Aziz bin Abdullah Al asch-Schaich) und festigen ihr Bündnis mit den Al Saud durch Ehen. So war unter anderem König Faisal von Saudi-Arabien ein Nachkomme Ibn ʿAbd al-Wahhābs.

## Lehre

### Tauhīd-Verständnis
Grundlegend für Ibn ʿAbd al-Wahhābs Lehre war sein spezielles Verständnis des Tauhīd, des Bekenntnisses zur Einheit Gottes. Wie alle sunnitischen Dogmatiker vor ihm, betrachtete er den Tauhīd als bedeutendste Pflicht des Menschen sowie als Voraussetzung dafür, dass er zum Muslim wird. Anders als die sunnitischen Gelehrten seiner Zeit meinte er jedoch, dass das Aussprechen der Schahāda allein nicht ausreiche, um diese Pflicht zum Tauhīd zu erfüllen. Dies rechtfertigte er mit einer Unterscheidung zwischen zwei Arten von Tauhīd: tauhīd ar-rubūbīya („Bekenntnis zur Einheit des Herrn“) und tauhīd al-ulūhīya („Bekenntnis zur Einheit Gottes“). Der tauhīd ar-rubūbīya ist nach seiner Definition ein ausschließlich passives Bekenntnis zur Einheit Gottes, nämlich das Bekenntnis, dass Gott allein der allmächtige Schöpfer und Lenker, der Herr der Welt ist. Der tauhīd al-ulūhīya dagegen ist ein aktives Bekenntnis, das der Gläubige allein durch sein eigenes Handeln, durch den Dienst an Gott allein, in die Tat umsetzt. Erst die Erfüllung des tauhīd al-ulūhīya macht nach seiner Lehre den Menschen zum Muslim und unterscheidet ihn vom Ungläubigen.
Zerstört wird der tauhīd al-ulūhīya durch jegliche Form von Schirk, „Beigesellung“. Hierbei war es allerdings von großer Bedeutung, dass er den Schirk erheblich weiter definierte als die sunnitischen Gelehrten seiner Zeit. Zum Schirk gehörten für ihn nicht nur die Verehrung von Steinen und Bäumen, sondern auch die Verehrung von Heiligen (Walī) und der Brauch des Gräberbesuchs (Ziyāra), die zu seiner Zeit im sunnitischen und schiitischen Islam gepflegt wurden. Da Gräberkult einherging mit Bittgebeten, in denen der Gläubige den Heiligen in seinem Grab um Hilfe anrief, mit der Bitte um Vermittlung zwischen Gott und sich selbst (tawassul), mit der Darbringung von Weihegaben (naḏr) für den Heiligen, außerdem mit Gefühlen wie Furcht, Hoffnung, Hinwendung und Vertrauen, stellte er nach seiner Lehre nach eindeutig den Tatbestand des Schirk dar und zerstörte damit eben auch den tauhīd al-ulūhīya.
Die Konsequenz aus dieser Lehre war, dass Ibn ʿAbd al-Wahhāb und diejenigen, die ihm folgten, den Großteil der Muslime für Ungläubige hielten. Das Wissen um den richtigen Tauhīd erforderte aus seiner Sicht außerdem das Eintreten dafür in Wort und Tat und damit zwingend verbunden auch die Distanzierung von denjenigen, die Schirk betrieben. Jeder gesellschaftliche Kontakt mit diesen Personen, verbal oder schriftlich geäußerte Anerkennung für sie ließen eine Person, auch wenn in ihrem Verhalten selbst keinerlei Schirk zutage trat, zum Kāfir (Ungläubigen) werden. Um den richtigen Tauhīd zu erfüllen und weiter Muslim zu bleiben, sollten Personen, die in einem Gebiet leben, das von Muschrikūn dominiert wird, dieses verlassen, sich auf das von richtigen Muslimen beherrschte Territorium begeben und den Kampf gegen die Manifestationen des Schirk aufnehmen.

### Madhhab-Kritik
Mit seinem speziellen Tauhīd-Verständnis geriet Ibn ʿAbd al-Wahhāb in Widerspruch zur Tradition der sunnitischen Madhāhib und zum Konsens der Gelehrten (Idschma), denn diese betrachteten den Tauhīd mit der Schahāda als abgegolten. Mit dem Argument, dass die Madhāhib in der Frage des Tauhīd zu einer Beurteilung gelangt seien, die der Lehre des Koran und der Sunna hinsichtlich des Glaubensverhaltens des Muslims widerspreche, forderte Ibn ʿAbd al-Wahhāb die Lösung aus der Tradition der Madhāhib. Der Gläubige sollte sich nicht der Autorität der Madhāhib und der Gelehrten beugen, sondern sein Handeln allein nach den Vorschriften von Koran und Sunna ausrichten. Er selbst betonte, dass er nicht zu einem bestimmten Madhhab aufrufe, sondern allein „zu Gott, der keine Teilhaber hat“ und „zur Sunna des Propheten, die er dem Ersten und dem Letzten seiner Umma zur Pflicht gemacht hat“.
In seiner kritischen Haltung hinsichtlich der Rechtsschulen und seiner alleinigen Ausrichtung an Koran und Sunna sah sich Ibn ʿAbd al-Wahhāb bestätigt durch das Vorbild früherer Gelehrter, die eine ähnliche Haltung eingenommen hatten. Dazu gehörten Ahmad ibn Hanbal, Ibn Taimīya, Ibn Qaiyim al-Dschauzīya, Ibn Radschab, adh-Dhahabī und Ibn Kathir.
Seine Weigerung, sich dem Taqlīd früherer hanbalitischer Gelehrter zu unterwerfen, brachten Ibn ʿAbd al-Wahhāb den Vorwurf ein, selbst Idschtihād betrieben zu haben, ohne dazu berechtigt zu sein. Ibn ʿAbd al-Wahhāb verteidigte sich damit, dass Konzepte wie fiqh, taqlīd und idschtihād in der frühislamischen Gemeinschaft noch keinerlei Rolle gespielt hätten und frühere Gelehrte wie asch-Schāfiʿī die Gläubigen selbst dazu aufgerufen hätten, ihre Lehren anhand von Koran und Sunna zu überprüfen.

### Politische Implikationen seiner Lehre
Über seine Kritik an den Rechtsschulen hinaus sah sich Ibn ʿAbd al-Wahhāb auch als Begründer einer neuen wahren Gemeinschaft von Muslimen; seine Anhänger, die Mitglieder der dschamāʿa („Gemeinschaft“), hatten, wenn sie ihr Glaubensbekenntnis den Vorschriften von Koran und Sunna gemäß ausrichteten, auch die Loyalität zu allen politischen Autoritäten aufzukündigen, wenn diese unislamisch handelten. Vorbild der von ihm angestrebten Gemeinschaft war die frühislamische Gemeinschaft um den Propheten und seine ersten Nachfolger.

## Gegner
Muhammad ibn ʿAbd al-Wahhāb ist genauso wie Ibn Taimiyya Kritik seitens der Sufis und Schiiten ausgesetzt, außerdem von orthodoxen Sunniten, die den Rechtsschulen angehören (Hanafiten etc.).

### Sufis
Er verwarf die Gräber- und Heiligenverehrung der Sufis (islamische Mystiker) sowie die übermäßige Verehrung der Propheten. Seiner Ansicht nach wäre dies ein Verstoß gegen den Koran und würde dem Unglauben (kufr) nahe kommen, da Gott allein anbetungswürdig sei. Ihre Lehre von der Einheit des Seins (wahdat al-wudschūd) lehnte er ab, da sie die Gültigkeit der Schari'a infrage stelle (daher kufr sei). Nach der Eroberung Mekkas durch seine Anhänger wurden die Kuppelgräber (Qubbas) zerstört, die zuvor von Sufis erbaut worden waren.

### Schiiten
Ibn ʿAbd al-Wahhāb verfasste ein eigenständiges Sendschreiben zur Widerlegung der Zwölfer-Schiiten mit dem Titel Risāla fī r-radd ʿalā r-Rāfiḍa (Widerlegung der Zwölfer-Schiiten), die er in Anknüpfung an alte polemische Traditionen als Rāfiditen bezeichnete. Hierin kritisiert er die schiitische Heiligenverehrung, aber auch solche rechtliche Praktiken wie die Mut'a-Ehe und die von den Schiiten zugelassene Eheschließung der Frau ohne Ehevormund. Editiert und herausgegeben wurde der Text von Muhammad al-Chalidi, einem anti-schiitischen Gelehrten.
Aus den Quellen ist nicht ersichtlich, wann genau Muhammad ibn ʿAbd al-Wahhāb die Schrift Risāla fī r-radd ʿalā r-Rāfiḍa verfasste. Jedoch ist zu vermuten, dass dies kurz nach seinem Aufenthalt in Basra geschah. Dort kam er zum ersten Mal mit Schiiten in Kontakt und begann darauf laut wahhabitischen Quellen mit der Entwicklung seiner Ideen.

#### Kritik an der schiitischen Imamats-Theorie
In seiner Kritik geht es unter anderem darum, dass die schiitische Designation ʿAlīs als rechtmäßiger Nachfolger Muḥammads falsch sei. Muhammad ibn ʿAbd al-Wahhāb erkennt durchaus den berühmten Ḥadīṯ an, welcher nach schiitischer Meinung ʿAlī zum Herrscher berechtigt: „Wessen Herr ich bin, dessen Herr ist ʿAlī“ und wer ʿAlī beistehen würde, dem würde Gott beistehen. Allerdings warnt Ibn ʿAbd al-Wahhāb davor, diesen Ḥadīṯ überzubewerten, was zu einer Minderung der Bedeutung des Propheten führen könnte. Es bestünde die Gefahr, dass durch eine überproportionale Verehrung der Ahl al-Bait Gott und Muḥammad verschmäht würden. Ibn ʿAbd al-Wahhāb zitiert Sure 48:9, in welcher es um den Gehorsam gegenüber Muḥammad geht, und schreibt, dass derjenige, welcher Gottes Buch missachtet, ein Ungläubiger wird. Diese Person würde Gott und seinen Propheten belügen und sich falsche Aussagen anmaßen.
Der erste Kalif, Abū Bakr, den die Schiiten ablehnen, wäre nach Muhammad ibn ʿAbd al-Wahhāb in erster Linie durch einige Ḥadīṯe angekündigt. In zwei davon wird Muḥammad von einer Frau mit einer Frage aufgesucht. Jedoch schickt er sie weg mit dem Verweis, später zurückzukommen. Die Frau entgegnet, dass sie ihm später nichts mehr nützen würde – eine Anspielung auf den nahenden Tod Muḥammads. Dieser betont derweil, dass sie ihm sehr wohl nützen wird, da Abū Bakr sein Nachfolger wird. In zwei weiteren Ḥadīṯen, die laut dem Ḥadīṯ-Werk von Aḥmad ibn Ḥanbal über Ḥuḏayfa – einen der ersten Schiiten – überliefert wurden, heißt es ebenfalls, dass Abū Bakr rechtmäßiger Herrscher nach Muḥammad sein solle. Eines der beiden Ḥadīṯe benennt auch ʿUmar als rechtmäßigen Kalif. Auf diejenigen, die nun von dieser Meinung abweichen und Abū Bakr sowie auch ʿUmar den Kalifentitel absprechen, entgegnet Muhammad ibn ʿAbd al-Wahhāb mit den Koranversen 5:54 und 48:16. Im ersten Vers geht es darum, dass Gott den Ungläubigen seine Macht spüren lassen wird, und im zweiten darum, dass die Beduinen zum Kampf aufgerufen werden. Man kann dies als Anlehnung an die Ridda-Kriege verstehen, also einen Aufruf zum Kampf gegen die Schiiten, die laut Ibn ʿAbd al-Wahhāb vom Islam abgefallen seien.
Zu guter Letzt kritisiert Muhammad ibn ʿAbd al-Wahhāb die „Einengung des Kalifats“ auf die zwölf Imame, die laut zwölfer-schiitischer Ansicht die einzig legitimen Herrscher darstellen. Dies sei laut Ibn ʿAbd al-Wahhāb eine Lüge und eine Verschmähung der vier rechtgeleiteten Kalifen sowie des Stammes der Quraiš. Zudem hätte die schiitische Kalifatstheorie keine Basis im Qurʾān, in der Sunna, im Iǧmāʿ (Konsens), im Qiyās (Analogieschluss) und nicht im ʿAql (Rationalität).

#### Taqīya
Während es von Seiten der Sunniten teils Bedenken am Prinzip von Taqīya gibt, ist es aus Sicht der Šīʿa ein wenig widersprüchliches Konzept. Das ist in erster Linie durch ihre Geschichte zu erklären, in welcher Schiiten meist verfolgt wurden. Schiiten berufen sich auf die im Koran erwähnten Propheten, die zu Beginn auch stets ihre Lehre geheim gehalten hätten, um ihr Leben zu schützen.
Muhammad ibn ʿAbd al-Wahhāb führt in seiner „Widerlegung“ einen Teil von Sure 49:13 an: „Der Angesehenste von euch ist der Gottesfürchtigste“. Im Arabischen wird 'der Gottesfürchtigste von euch‘ mit atqākum wiedergegeben. Die Schiiten hätten dies laut Ibn ʿAbd al-Wahhāb aber so interpretiert, dass derjenige, der am meisten Taqīya betreibt und sich am heftigsten vor den Menschen fürchtet, der Angesehenste ist. Jedoch sei diese Koraninterpretation einem Ḥadīṯ zufolge den Menschen verboten und derjenige, der sich nicht daran halte, sei ein Ungläubiger. Außerdem werde der schiitische Unglaube auch daran deutlich, dass ʿAlī den ersten drei Kalifen die Treue schwor. Zudem sei das Gutheißen der Angst der Propheten vor den Menschen eine Minderung des Prophetentums. Derjenige, der dies gutheiße, sei ebenfalls ein Ungläubiger.

### Philosophen
Muhammad ibn ʿAbd al-Wahhāb lehnte den Ilm al-Kalam in jeder Form ab, da dieser für ihn eine bidʿa darstellte. Die Mutakallimun hielt er für nicht notwendig und für fehlerhaft.

## Werke
- Al-uṣūl aṯ-ṯalāṯa (Die drei Prinzipien)
- Risāla fī r-radd ʿalā r-Rāfiḍa (Widerlegung der Zwölfer-Schiiten)
- Sirat ar-Rasūl (Prophetenbiografie). Aufgearbeitet von Martin Riexinger.
- Kitāb at-Tauḥīd

## Belege
1. ↑  N. J. Delong-Bas: Wahhabi Islam.  2004, S. 17–20.
2. ↑  N. J. Delong-Bas: Wahhabi Islam.  2004, S. 20–21.
3. ↑  N. J. Delong-Bas: Wahhabi Islam.  2004, S. 22.
4. 1 2  David Commins: The Wahhabi Mission and Saudi Arabia. I.B. Tauris, London 2009, ISBN 1-84511-080-3, S. 11 f.
5. ↑  N. J. DeLong-Bas: Wahhabi Islam.  2004, S. 23.
6. ↑  N. J. DeLong-Bas: Wahhabi Islam.  2004, S. 23–33.
7. ↑  N. J. DeLong-Bas: Wahhabi Islam.  2004, S. 34f.
8. ↑  N. J. DeLong-Bas: Wahhabi Islam.  2004, S. 39.
9. ↑  Daniel Benjamin, Steven Simon: The Age of Sacred Terror
10. ↑  N. J. DeLong-Bas: Wahhabi Islam.  2004, S. 40.
11. ↑  E. Peskes: Muḥammad b. ʿAbdalwahhāb (1703-92). 1993, S. 20–23.
12. ↑  E. Peskes: Muḥammad b. ʿAbdalwahhāb (1703-92). 1993, S. 25–26.
13. ↑  E. Peskes: Muḥammad b. ʿAbdalwahhāb (1703-92). 1993, S. 27–32.
14. ↑  E. Peskes: Muḥammad b. ʿAbdalwahhāb (1703-92). 1993, S. 33–35.
15. ↑  Zit. nach E. Peskes: Muḥammad b. ʿAbdalwahhāb (1703-92). 1993, S. 38.
16. ↑  E. Peskes: Muḥammad b. ʿAbdalwahhāb (1703-92). 1993, S. 40.
17. ↑  E. Peskes: Muḥammad b. ʿAbdalwahhāb (1703-92). 1993, S. 43.
18. ↑  E. Peskes: Muḥammad b. ʿAbdalwahhāb (1703-92). 1993, S. 47.
19. ↑  N. J. DeLong-Bas: Wahhabi Islam.  2004, S. 90.
20. 1 2 3 4  Muḥammad Ibn ʿAbd al-Wahhāb: Risāla fī r-radd ʿalā ar-Rāfiḍa. (PDF) Muḥammad Māl Allāh al-Ḫālidī, S. 6–9, zur Kritik an der schiitischen Kalifatstheorie S. 17f, zu Taqīya siehe S. 13f, archiviert vom Original (nicht mehr online verfügbar) am 17. Mai 2016; abgerufen am 3. Dezember 2015 (arabisch).  Info: Der Archivlink wurde automatisch eingesetzt und noch nicht geprüft. Bitte prüfe Original- und Archivlink gemäß Anleitung und entferne dann diesen Hinweis.
21. ↑  Ignaz Goldziher: Das Prinzip der Taḳijja im Islam. In: Zeitschrift der deutschen morgenländischen Gesellschaft. Band 59, 1906, S. 217 f.

| Personendaten    | Personendaten |
| ---------------- | --- |
| NAME             | Muhammad ibn ʿAbd al-Wahhāb                                                                                                |
| ALTERNATIVNAMEN  | Muhammad ibn Abd al-Wahhab ibn Sulaiman ibn Ali ibn Muhammad ibn Ahmad ibn Raschid at-Tamim; محمد بن عبد الوهاب (arabisch) |
| KURZBESCHREIBUNG | islamischer Gelehrter hanbalitischer Lehrrichtung                                                                          |
| GEBURTSDATUM     | unsicher: 1702 oder 1703                                                                                                   |
| GEBURTSORT       | al-ʿUyaina, Nadschd |
| STERBEDATUM      | 20. Juli 1792 |